# Anton Wilhelm Amo
Anton Wilhelm Amo (eller Anthony William Amo), född 1703, död ca 1759, var uppväxt i det område som nu är Ghana. Han togs till Europa och blev där en respekterad filosof och lärare vid universiteten i Halle och Jena i Tyskland. Har är såvitt man känner till den förste afrikanen söder om Sahara som har gått på ett europeiskt universitet.

## Amo tas till Amsterdam
Amo föddes i Awukena i Axim-regionen i Ghana. Han tillhörde folkgruppen Nzema. Vid fyra års ålder togs han till Amsterdam av Holländska Ostindiska Kompaniet (Vereenigde Oost-Indische Compagni). Vissa källor anger att han togs som slav, andra att han sändes till Amsterdam av en predikant som arbetade i Ghana. När han anlände till Amsterdam gavs han som present till Anton Ulrik av Braunschweig-Wolfenbüttel och togs till dennes palats i Wolfenbüttel. Amo döptes och konfirmerades även senare.

## Utbildning
Amo behandlades som en medlem av hertigens familj och fick utbildning vid Wolfenbüttel Ritter-Akademie (1717–1721) samt vid universitetet i Helmstedt (1721–1727). Han kan också ha träffat Gottfried Leibniz, som ofta besökte palatset där han växte upp. Därefter gick han vidare till universitetet i Halle, där han påbörjade studier i juridik 1727. Han avslutade sina grundläggande studier där två år senare med avhandlingen “Dissertatio inauguralis de iure maurorum in Europa”. Därefter fortsatte Amo studierna vid Wittenbergs universitet, där han studerade logik, metafysik, fysiologi, astronomi, historia, juridik, teologi, politik och medicin. Han lärde sig också sex olika språk.

## Amo som filosof
Amos medicinska utbildning kom att spela en särskilt stor roll i hans filosofiska tankar. Filosofi var också det ämne där han avlade doktorsexamen år 1734. I avhandlingen Dissertatio inauguralis de humanae mentis apatheia argumenterade han emot den cartesianska dualismen och tog istället ställning för en bredare materialistisk syn på människan. Han accepterade att det är korrekt att tala om en själ, men menade att det är kroppen snarare än själen som uppfattar och känner. I engelsk översättning lyder den som följer:
"Whatever feels, lives; whatever lives, depends on nourishment; whatever lives and depends on nourishment grows; whatever is of this nature is in the end resolved into its basic principles; whatever comes to be resolved into its basic principles is a complex; every complex has its constituent parts; whatever this is true of is a divisible body. If therefore the human mind feels, it follows that it is a divisible body." (Dissertatio inauguralis de humanae mentis apatheia 2.1) 
Därefter återvände Amo till Halle (under namnet Antonius Guilelmus Amo Afer) och 1736 blev han där professor. I Halle skrev han sitt andra stora verk 1738, Tractatus de arte sobrie et accurate philosophandi i vilket han utvecklade en empirisk epistemologi som hade starka släktskap med filosofer som John Locke och David Hume. I det arbetet utvärderade och kritiserade han bland annat intellektuell oärlighet, dogmatism samt fördomar.

## Amo åker tillbaks till Ghana
1740 tog han tjänst som filosof vid universitet i Jena. Dock kom han där i blåsväder eftersom det sociala klimatet i Tyskland hade blivit mindre liberalt. Det fanns vid den här tiden en kampanj mot afrikanernas rättigheter i Europa och Amo själv fick utstå en otrevlig personlig kampanj, som bland annat utmynnade i en nidskrift om honom. Amo beslutade därför att åka tillbaks till sitt hemland i Afrika och gick ombord på ett skepp från Nederländska västindiska kompaniet. Resan gick via Guinea till Ghana, där han anlände 1747. Hans far och en syster levde fortfarande och tog emot honom. Om hans liv i Afrika är inte mycket känt, men han dog troligen omkring 1759 vid Fort Chama i Ghana.

## Hedersbetygelser
Sedan millennieskiftet har Anton Wilhelm Amo uppmärksammats av den breda allmänheten. Det fanns ett växande behov av att uppmärksamma denna extraordinära personlighet.
Den 10 oktober 2020 hyllade Google honom med en Google Doodle.
I Stuttgart beslutades 2022 om ett Anton Wilhelm Amo-torg framför Stuttgarts arbetsdomstol.
I slutet av januari 2023 döptes det torg som tidigare var känt som "Lerchenplätzle" framför Stuttgarts arbetsdomstol i Johannesstraße om till "Anton-Wilhelm-Amo-Platz".
I augusti 2020, i samband med "avkolonisering" av ortnamn som uppfattas ha rasistiskt ursprung, föreslog tjänstemän i den tyska huvudstaden Berlin att Mohrenstraße skulle byta namn till "Anton-Wilhelm-Amo-Straße" i hans ära.
År fanns två museiutställningar i Tyskland som uteslutande fokuserade på Anton Wilhelm Amo: "Fokus på Amo. Bilder för en forskare" i Löwengebäude vid universitetet i Halle/Saale 
och utställningen "Anton Wilhelm Amo - Mellan världarna" på Museet för kommunala samlingar i Zeughaus i Lutherstadt Wittenberg.